# Maklaiivka, Malîn
Maklaiivka (în ucraineană Маклаївка) este un sat în comuna Holovkî din raionul Malîn, regiunea Jîtomîr, Ucraina.

## Demografie
Componența lingvistică a localității Maklaiivka
     Ucraineană (100%)
Conform recensământului din 2001, toată populația localității Maklaiivka era vorbitoare de ucraineană (100%).